# La conferenza stampa
La conferenza stampa è un programma televisivo italiano di genere talk show, ideato da Giovanni Benincasa, disponibile dal 2022 su RaiPlay. Dal 6 giugno 2023 viene trasmesso anche in TV in chiaro su Rai 2.
Il 25 ottobre 2023 inizia la seconda stagione. Primo ospite Alessandro Cattelan; si conclude il 24 dicembre successivo con Paolo Bonolis.

## Descrizione
Il programma consiste in un incontro, realizzato presso il liceo scientifico Nomentano in Roma, di trecentocinquanta ragazzi con grandi personaggi dello spettacolo, dello sport, della politica e del giornalismo.

### Episodi
| Stagione   | Episodi     | Protagonisti                      |
| ---------- | ----------- | --------------------------------- |
| Stagione 1 | Episodio 1  | Stefano De Martino                |
| Stagione 1 | Episodio 2  | Valerio Lundini                   |
| Stagione 1 | Episodio 3  | Pierluigi Pardo                   |
| Stagione 1 | Episodio 4  | Ariete                            |
| Stagione 1 | Episodio 5  | Federico Cesari                   |
| Stagione 1 | Episodio 6  | Emanuela Fanelli                  |
| Stagione 1 | Episodio 7  | Zerocalcare                       |
| Stagione 1 | Episodio 8  | Giuseppe Cruciani e David Parenzo |
| Stagione 1 | Episodio 9  | Lillo                             |
| Stagione 1 | Episodio 10 | Carlo Verdone                     |
| Stagione 2 | Episodio 1  | Alessandro Cattelan               |
| Stagione 2 | Episodio 2  | Carlo Conti                       |
| Stagione 2 | Episodio 3  | Matteo Paolillo                   |
| Stagione 2 | Episodio 4  | Pietro Castellitto                |
| Stagione 2 | Episodio 5  | Pilar Fogliati                    |
| Stagione 2 | Episodio 6  | Angelina Mango                    |
| Stagione 2 | Episodio 7  | Max Mariola                       |
| Stagione 2 | Episodio 8  | Angelo Pintus                     |
| Stagione 2 | Episodio 9  | Cecilia Sala                      |
| Stagione 2 | Episodio 10 | Paolo Bonolis                     |

### Ospiti
In ogni puntata intervengono diversi studenti, che pongono una domanda al protagonista.